# Zen 2
Zen 2 — мікроархітектура центральних процесорів, розроблена фірмою AMD, що є продовженням мікроархітектур Zen та Zen+. Виробляється за технологічною нормою 7 нанометрів компанії TSMC. Дана мікроархітектура є основою процесорів Ryzen третього покоління: Ryzen 3000 (кодова назва «Matisse»), Ryzen 4000U/H (кодова назва «Renoir»), Ryzen 5000U (кодова назва «Lucienne») і високопродуктивних Threadripper 3000 , а також Ryzen 4000G AMD APU. Перші процесори серії Ryzen 3000 випущено 7 липня 2019 року, а перші серверні процесори Epyc на основі Zen 2 (кодова назва «Rome») випущено 7 серпня 2019 року. У листопаді 2019 року випущено ще один процесор, Ryzen 9 3950X.
Інженерний зразок процесора Ryzen третього покоління з одним чиплетом (8 ядер, 16 потоків) показано на виставці CES 2019. За словами виконавчої директорки AMD Лізи Су, у фінальному продукті слід очікувати більше ніж 8 ядер. На події Computex 2019 AMD заявила, що процесори Zen 2 «Matisse» матимуть до 12 ядер, але кількома тижнями пізніше на Electronic Entertainment Expo 2019 показали й 16-ядерний чип, що виявився вже згадуваним Ryzen 9 3950X.
У Zen 2 апаратно реалізовано спеціальні засоби для унеможливлення вразливості Spectre. У серверних процесорах EPYC на основі Zen 2 кілька власне процесорних «субкристалів» (до 8 загалом), виготовлених на техпроцесі 7 нм («чиплети»), комбінуються з 14 нм чиплетами вводу/виводу і запаковуються у так званий багаточиповий модуль (англ. multi-chip module, MCM). Таким чином, на один фізичний сокет підтримуються до 64 фізичних ядер (128 потоків виконання, якщо активовано SMT). Така архітектура майже ідентична до процесора Threadripper 3990X.
Мікроархітектура Zen 2 забезпечує приблизно 15 % приріст у кількості виконаних інструкцій за такт у порівнянні з 12- і 14-нм архітектурами Zen і Zen+,, що використовувалися відповідно у першому і другому поколіннях процесорів Ryzen.
Чипи на основі мікроархітектури Zen 2 застосовано як у PlayStation 5, так і у Xbox Series X/S. Мікропроцесори для цих приставок мають спеціальні зміни, реалізовані AMD на замовлення Sony і Microsoft відповідно.

## Процесори без вбудованої графіки
| Модель                        | Техпроцес         | Чиплетів          | Ядер (потоків)    | Конфігурація ядер | Частота (ГГц)     | Частота (ГГц)     | Кеш                            | Кеш               | Кеш                     | Сокет             | Смуг PCIe         | Підтримка пам'яті           | TDP               | Дата випуску          | Ціна              |
| Модель                        | Техпроцес         | Чиплетів          | Ядер (потоків)    | Конфігурація ядер | Базова            | Boost             | L1                             | L2                | L3                      | Сокет             | Смуг PCIe         | Підтримка пам'яті           | TDP               | Дата випуску          | Ціна              |
| Початкового рівня             | Початкового рівня | Початкового рівня | Початкового рівня | Початкового рівня | Початкового рівня | Початкового рівня | Початкового рівня              | Початкового рівня | Початкового рівня       | Початкового рівня | Початкового рівня | Початкового рівня           | Початкового рівня | Початкового рівня     | Початкового рівня |
| ----------------------------- | ----------------- | ----------------- | ----------------- | ----------------- | ----------------- | ----------------- | ------------------------------ | ----------------- | ----------------------- | ----------------- | ----------------- | --------------------------- | ----------------- | --------------------- | ----------------- |
| Ryzen 3 3100                  | TSMC 7FF          | 1 × CCD 1 × I/O   | 4 (8)             | 2 × 2             | 3.6               | 3.9               | 32 КБ інст. 32 КБ дані на ядро | 512 КБ на ядро    | 16 МБ 8 МБ на CCX       | AM4               | 24 (20+4)         | DDR4-3200 дво- канальний    | 65 Вт             | 21.04.2020            | $99               |
| Ryzen 3 3300X                 | TSMC 7FF          | 1 × CCD 1 × I/O   | 4 (8)             | 1 × 4             | 3.8               | 4.3               | 32 КБ інст. 32 КБ дані на ядро | 512 КБ на ядро    | 16 MB                   | AM4               | 24 (20+4)         | DDR4-3200 дво- канальний    | 65 Вт             | 21.04.2020            | $120              |
| Основні                       |                   |                   |                   |                   |                   |                   |                                |                   |                         |                   |                   |                             |                   |                       |                   |
| Ryzen 5 3500                  | TSMC 7FF          | 1 × CCD 1 × I/O   | 6 (6)             | 2 × 3             | 3.6               | 4.1               | 32 КБ інст. 32 КБ дані на ядро | 512 КБ на ядро    | 16 МБ 8 МБ на CCX       | AM4               | 24 (20+4)         | DDR4-3200 дво- канальний    | 65 Вт             | 15.11.2019 OEM (West) | ¥16000            |
| Ryzen 5 3500X                 | TSMC 7FF          | 1 × CCD 1 × I/O   | 6 (6)             | 2 × 3             | 3.6               | 4.1               | 32 КБ інст. 32 КБ дані на ядро | 512 КБ на ядро    | 32 MB 16 MB per CCX     | AM4               | 24 (20+4)         | DDR4-3200 дво- канальний    | 65 Вт             | 8.10.2019             | ¥1099             |
| Ryzen 5 3600                  | TSMC 7FF          | 1 × CCD 1 × I/O   | 6 (12)            | 2 × 3             | 3.6               | 4.2               | 32 КБ інст. 32 КБ дані на ядро | 512 КБ на ядро    | 32 MB 16 MB per CCX     | AM4               | 24 (20+4)         | DDR4-3200 дво- канальний    | 65 Вт             | 7.07.2019             | $199              |
| Ryzen 5 Pro 3600              | TSMC 7FF          | 1 × CCD 1 × I/O   | 6 (12)            | 2 × 3             | 3.6               | 4.2               | 32 КБ інст. 32 КБ дані на ядро | 512 КБ на ядро    | 32 MB 16 MB per CCX     | AM4               | 24 (20+4)         | DDR4-3200 дво- канальний    | 65 Вт             | 30.09.2019            | OEM               |
| Ryzen 5 3600X                 | TSMC 7FF          | 1 × CCD 1 × I/O   | 6 (12)            | 2 × 3             | 3.8               | 4.4               | 32 КБ інст. 32 КБ дані на ядро | 512 КБ на ядро    | 32 MB 16 MB per CCX     | AM4               | 24 (20+4)         | DDR4-3200 дво- канальний    | 95 Вт             | 7.07.2019             | OEM               |
| Ryzen 5 3600XT                | TSMC 7FF          | 1 × CCD 1 × I/O   | 6 (12)            | 2 × 3             | 3.8               | 4.5               | 32 КБ інст. 32 КБ дані на ядро | 512 КБ на ядро    | 32 MB 16 MB per CCX     | AM4               | 24 (20+4)         | DDR4-3200 дво- канальний    | 95 Вт             | 7.07.2020             | $249              |
| Підвищеної швидкодії          |                   |                   |                   |                   |                   |                   |                                |                   |                         |                   |                   |                             |                   |                       |                   |
| Ryzen 7 Pro 3700              | TSMC 7FF          | 1 × CCD 1 × I/O   | 8 (16)            | 2 × 4             | 3.6               | 4.4               | 32 КБ інст. 32 КБ дані на ядро | 512 КБ на ядро    | 32 МБ 16 МБ на CCX      | AM4               | 24 (20+4)         | DDR4-3200 дво- канальний    | 65 Вт             | 30.09.2019            | OEM               |
| Ryzen 7 3700X                 | TSMC 7FF          | 1 × CCD 1 × I/O   | 8 (16)            | 2 × 4             | 3.6               | 4.4               | 32 КБ інст. 32 КБ дані на ядро | 512 КБ на ядро    | 32 МБ 16 МБ на CCX      | AM4               | 24 (20+4)         | DDR4-3200 дво- канальний    | 65 Вт             | 7.07.2019             | $329              |
| Ryzen 7 3800X                 | TSMC 7FF          | 1 × CCD 1 × I/O   | 8 (16)            | 2 × 4             | 3.9               | 4.5               | 32 КБ інст. 32 КБ дані на ядро | 512 КБ на ядро    | 32 МБ 16 МБ на CCX      | AM4               | 24 (20+4)         | DDR4-3200 дво- канальний    | 105 Вт            | 7.07.2019             | $399              |
| Ryzen 7 3800XT                | TSMC 7FF          | 1 × CCD 1 × I/O   | 8 (16)            | 2 × 4             | 3.9               | 4.7               | 32 КБ інст. 32 КБ дані на ядро | 512 КБ на ядро    | 32 МБ 16 МБ на CCX      | AM4               | 24 (20+4)         | DDR4-3200 дво- канальний    | 105 Вт            | 7.07.2020             | $399              |
| Для ентузіастів               |                   |                   |                   |                   |                   |                   |                                |                   |                         |                   |                   |                             |                   |                       |                   |
| Ryzen 9 3900                  | TSMC 7FF          | 2 × CCD 1 × I/O   | 12 (24)           | 4 × 3             | 3.1               | 4.3               | 32 КБ інст. 32 КБ дані на ядро | 512 КБ на ядро    | 64 МБ 16 МБ на CCX      | AM4               | 24 (20+4)         | DDR4-3200 дво- канальний    | 65 Вт             | 8.10.2019             | OEM               |
| Ryzen 9 Pro 3900              | TSMC 7FF          | 2 × CCD 1 × I/O   | 12 (24)           | 4 × 3             | 3.1               | 4.3               | 32 КБ інст. 32 КБ дані на ядро | 512 КБ на ядро    | 64 МБ 16 МБ на CCX      | AM4               | 24 (20+4)         | DDR4-3200 дво- канальний    | 65 Вт             | 30.09.2019            | OEM               |
| Ryzen 9 3900X                 | TSMC 7FF          | 2 × CCD 1 × I/O   | 12 (24)           | 4 × 3             | 3.8               | 4.6               | 32 КБ інст. 32 КБ дані на ядро | 512 КБ на ядро    | 64 МБ 16 МБ на CCX      | AM4               | 24 (20+4)         | DDR4-3200 дво- канальний    | 105 Вт            | 7.07.2019             | $499              |
| Ryzen 9 3900XT                | TSMC 7FF          | 2 × CCD 1 × I/O   | 12 (24)           | 4 × 3             | 3.8               | 4.7               | 32 КБ інст. 32 КБ дані на ядро | 512 КБ на ядро    | 64 МБ 16 МБ на CCX      | AM4               | 24 (20+4)         | DDR4-3200 дво- канальний    | 105 Вт            | 7.07.2020             | $499              |
| Ryzen 9 3950X                 | TSMC 7FF          | 2 × CCD 1 × I/O   | 16 (32)           | 4 × 4             | 3.5               | 4.7               | 32 КБ інст. 32 КБ дані на ядро | 512 КБ на ядро    | 64 МБ 16 МБ на CCX      | AM4               | 24 (20+4)         | DDR4-3200 дво- канальний    | 105 Вт            | 25.11.2019            | $749              |
| High-End Desktop (HEDT)       |                   |                   |                   |                   |                   |                   |                                |                   |                         |                   |                   |                             |                   |                       |                   |
| Ryzen Threadripper 3960X      | TSMC 7FF          | 4 × CCD 1 × I/O   | 24 (48)           | 8 × 3             | 3.8               | 4.5               | 32 КБ інст. 32 КБ дані на ядро | 512 КБ на ядро    | 128 МБ 16 МБ на CCX     | sTRX4             | 64 (56+8)         | DDR4-3200 чотири- канальний | 280 Вт            | 25.11.2019            | $1399             |
| Ryzen Threadripper 3970X      | TSMC 7FF          | 4 × CCD 1 × I/O   | 32 (64)           | 8 × 4             | 3.7               | 4.5               | 32 КБ інст. 32 КБ дані на ядро | 512 КБ на ядро    | 128 МБ 16 МБ на CCX     | sTRX4             | 64 (56+8)         | DDR4-3200 чотири- канальний | 280 Вт            | 25.11.2019            | $1999             |
| Ryzen Threadripper 3990X      | TSMC 7FF          | 8 × CCD 1 × I/O   | 64 (128)          | 16 × 4            | 2.9               | 4.3               | 32 КБ інст. 32 КБ дані на ядро | 512 КБ на ядро    | 256 МБ 16 МБ на CCX     | sTRX4             | 64 (56+8)         | DDR4-3200 чотири- канальний | 280 Вт            | 7.02.2020             | $3990             |
| Workstation                   |                   |                   |                   |                   |                   |                   |                                |                   |                         |                   |                   |                             |                   |                       |                   |
| Ryzen Threadripper Pro 3945WX | TSMC 7FF          | 2 × CCD 1 × I/O   | 12 (24)           | 4 × 3             | 4.0               | 4.3               | 32 КБ інст. 32 КБ дані на ядро | 512 КБ на ядро    | 64 МБ 16 МБ на CCX      | sWRX8             | 128 (120+8)       | DDR4-3200 восьми- канальний | 280 Вт            | 14.07.2020            | OEM               |
| Ryzen Threadripper Pro 3955WX | TSMC 7FF          | 2 × CCD 1 × I/O   | 16 (32)           | 4 × 4             | 3.9               | 4.3               | 32 КБ інст. 32 КБ дані на ядро | 512 КБ на ядро    | 64 МБ 16 МБ на CCX      | sWRX8             | 128 (120+8)       | DDR4-3200 восьми- канальний | 280 Вт            | 14.07.2020            | OEM               |
| Ryzen Threadripper Pro 3975WX | TSMC 7FF          | 4 × CCD 1 × I/O   | 32 (64)           | 8 × 4             | 3.5               | 4.2               | 32 КБ інст. 32 КБ дані на ядро | 512 КБ на ядро    | 128 МБ 16 МБ на CCX     | sWRX8             | 128 (120+8)       | DDR4-3200 восьми- канальний | 280 Вт            | 14.07.2020            | OEM               |
| Ryzen Threadripper Pro 3995WX | TSMC 7FF          | 8 × CCD 1 × I/O   | 64 (128)          | 16 × 4            | 2.7               | 4.2               | 32 КБ інст. 32 КБ дані на ядро | 512 КБ на ядро    | 256 МБ 16 МБ на CCX CCX | sWRX8             | 128 (120+8)       | DDR4-3200 восьми- канальний | 280 Вт            | 14.07.2020            | OEM               |

1. ↑  Ядерних комплексів (CCXs) × ядер на CCX
2. ↑  Чипсет має додаткові смуги PCIe user-accessible, а також інтегровані PCIe-пристрої, див. Чипсети для AM4.
3. ↑  Ryzen 7 3700X може споживати більше 90 ватт під навантаженням.[27]
4. ↑  Енергоспоживання Ryzen 9 3900X і Ryzen 9 3950X може перевищувати 145 ватт під навантаженням.[27]
5. ↑  Енергоспоживання Ryzen Threadripper 3990X може перевищувати 490 ватт під навантаженням.[37]